# Bolitophila limitis
Bolitophila limitis is een muggensoort uit de familie van de Bolitophilidae. De wetenschappelijke naam van de soort is voor het eerst geldig gepubliceerd in 1996 door Polevoi.